# Coniopteryx squamata
Coniopteryx squamata är en insektsart som beskrevs av Meinander 1983. Coniopteryx squamata ingår i släktet Coniopteryx och familjen vaxsländor. Inga underarter finns listade i Catalogue of Life.